# Leticia Sabater
Leticia María Sabater Alonso (Barcelona, 21 de junio de 1966) es una presentadora de televisión, actriz y cantante española, que se dio a conocer en la década de los noventa por presentar varios programas infantiles.

## Biografía

### Inicios
Es la segunda hija del matrimonio formado por el doctor ingeniero de minas Jorge Sabater de Sabatés (1933-2024) y su esposa, María del Carmen Alonso Martínez-Cobo de Guzmán. Tiene dos hermanas llamadas Silvia (1963-2020), enfermera, y Casilda (n. 1970), arquitecta. Durante su infancia Leticia sufrió mucho debido a su evidente estrabismo, pese a ello consiguió hacerse un pequeño hueco en el panorama televisivo de los 90.

### Carrera televisiva
Su debut ante las cámaras fue en 1986 como chica de figuración en el programa Un, dos, tres... responda otra vez. Después, apareció como azafata durante la Vuelta Ciclista a España. En 1989, se convirtió en "chica Hermida" cuando se incorporó a Por la mañana, el programa presentado por Jesús Hermida en TVE.
En abril de 1990 le llega la oportunidad de presentar su primer espacio infantil, No te lo pierdas, junto a Enrique Simón. En 1991 interpretó a Clara García en la serie de Mariano Ozores Taller mecánico.
En septiembre de 1991 fichó por Telecinco e inició uno de sus periodos de mayor popularidad como presentadora de programas infantiles: Desayuna con alegría (1991-1993) y A mediodía, alegría (1992-1993) y Vivan los compis (1992). Compaginó esa presencia con otros proyectos para la cadena, como Mañana serán estrellas (1993), con Carmen Sevilla y Manolo Escobar o Campeones de la playa (1994).
En 1997 rescindió su contrato con Telecinco y regresó a TVE para presentar un nuevo espacio dirigido a los más jóvenes: el concurso Lo que hay que tener, al que siguió la temporada siguiente la presentación del programa contenedor Con mucha marcha, que se mantiene hasta septiembre de 1999.
En 2002 cambió el público infantil por el adulto cuando se incorporó a la cadena local de Madrid Canal 7, para presentar el espacio Mentiras peligrosas, al que seguirían el programa de baile Danubio Azul y el concurso Tu segunda luna de miel (posteriormente De hecho Pareja). También tuvo un hueco para los niños en el año 2004 con el programa Merienda con Leticia.
Desde entonces ha participado como concursante en varios reality showsː La selva de los famosos (2004) en Antena 3, Esta cocina es un infierno (2006) en Telecinco, ¡Mira quién baila! (edición de Navidad) (2006-2007) en TVE, Acorralados (2011) en Telecinco, Expedición Imposible (2013) en Cuatro y Supervivientes (2017) en Telecinco y La casa fuerte (2020) también en Telecinco, proclamándose en este último ganadora junto a Yola Berrocal, con quien concursó en pareja.
Además de concursar en variados realities, Leticia también ha colaborado en algunos programas, especialmente del canal Telecinco. Sus colaboraciones más destacadas han sido en el programa TNT y en Sálvame, donde tuvo su propia sección.
Por otro lado, Leticia también ha sido invitada en varias ocasiones a diferentes programas como No le digas a mamá que trabajo en la tele en Cuatro, Otra movida en Neox y Deluxe en Telecinco.

### Carrera musical
En 1991 inició una carrera musical con el lanzamiento del sencillo Tu vecina favorita y la canción En tu casa o en la mía, que alcanzaron los puestos 14 y 36, respectivamente, en la lista de Los 40 Principales. Un año después grababa el disco infantil Nosotros somos el mundo. Su segundo disco, de corte más juvenil, se lanzó en 1993 bajo el título Leticia y en 1994 vio la luz su tercer álbum Leti Funk. Su último disco fue Con Mucha Marcha en 1997.
En 2011 anuncia un nuevo disco destinado al público adulto, siendo su primer tema una versión del tema "Se fue", de la cantante Laura Pausini. En los siguientes años continúa sacando singles, con bastante éxito y llegando en la mayoría a más de un millón de visitas en Youtube. Los más conocidos son Mr. Policeman y Universo Gay.
El 12 de junio de 2016 publicó a través de Youtube su nuevo video La Salchipapa, el cual fue criticado en la web por lo que se percibía como una calidad musical dudosa. Sabater aspiraba desde el principio a que su canción fuera una de las canciones del verano, de las que se acaban escuchando en fiestas populares y chiringuitos de playa, pero la melodía no se volvió verdaderamente popular hasta el 21 de julio, día en que la cantante protagonizó un notorio disturbio en Twitter. Cuando una usuaria (Lalachus) retuiteó la canción con el comentario «Para los fans de Kuala Lumpur de Leticia Sabater», la aludida replicó «huala lampur lo será tu puta madre» (sic), aparentemente confundiendo la capital de Malasia con un insulto. Este intercambio produjo que en 24 horas se registraran más de cuatro millones de reproducciones en Youtube, más de veinte mil twits y más de veinte mil búsquedas relacionadas en Google con Leticia Sabater o con su vídeo. De hecho, su videoclip musical pasó al octavo puesto de tendencias diarias.
En años sucesivos, Sabater estrenaría nuevos temas en la misma línea artística: letras de alto contenido sexual, una puesta en escena deliberadamente extravagante (con abundante uso de disfraces y croma) y un constante matiz humorístico. Entre estos se encuentran Toma pepinazo (2017), El polvorrón (2018), 18 centímetros papi (2019) o Vete al carajo tra tra (2020).

### Carrera en cine y teatro
En 1994 debuta en el teatro con la obra Mejor en octubre de Santiago Moncada, junto a Arturo Fernández. En diciembre de 2001 regresa al teatro, donde pone en escena El mago de Oz, interpretando el papel principal de Dorita. En 2005 intervino en la obra 5 lesbianas.com junto a Vania Millán, Jenny Llada, Cristina Goyanes y Flavia Zarzo.
En 2007, protagoniza, junto a Marta Valverde, Rosa Valenty y Cecilia Sarli la obra teatral Sexo en Nueva York, estrenada en el Palacio de Congresos de Santander e interpretando a Samantha Jones. Entre 2012 y 2014 participó en la obra Había una vez un circo. Finalmente, entre 2015 y 2016 se unió como invitada especial al musical Fronze, donde interpreta a la protagonista, Elsa.
En cuanto a la gran pantalla ha colaborado en la película Simple mortal (1996) y en Las 13 rosas (2007) de Emilio Martínez Lázaro. Además también participó en el cortometraje Paraíso Club en 2008.
También ha publicado los libros Locos por ti (1994) y Lety la Horrible y el Internado Diabólico (2019). [cita requerida]

## Filmografía

### Películas
| Películas | Películas           | Películas    | Películas        |
| Año       | Título              | Personaje    | Notas            |
| --------- | ------------------- | ------------ | ---------------- |
| 1996      | Simple mortal       | Leticia      | Papel principal  |
| 2007      | Las 13 rosas        | Funcionaria  | Papel menor      |
| 2008      | Paraíso Club        | Marquesa     | Cortometraje     |
| 2011      | La daga de Rasputín | Sasha        | Papel secundario |
| 2012      | La montaña rusa     | Mamá Luisito | Papel secundario |

### Series de televisión
| Series de televisión | Series de televisión      | Series de televisión      | Series de televisión |
| Año                  | Título                    | Personaje                 | Notas                |
| -------------------- | ------------------------- | ------------------------- | -------------------- |
| 1987                 | Lorca, muerte de un poeta | Chica fiesta              | 1 episodio           |
| 1991-1992            | Taller mecánico           | Clara García              | 20 episodios         |
| 1996                 | La antorcha encendida     | Joaquina Torreo de Esteve | 1 episodio           |
| 1996                 | Canción de amor           | Valeria                   | 3 episodios          |
| 2020                 | Vergüenza                 | Ella misma                | 2 episodios          |
| 2020                 | Válidas                   | Leticia                   | 1 episodio           |

### Reality shows
| Programas de televisión | Programas de televisión    | Programas de televisión | Programas de televisión | Programas de televisión |
| Año                     | Título                     | Cadena                  | Duración                | Resultado               |
| ----------------------- | -------------------------- | ----------------------- | ----------------------- | ----------------------- |
| 2004                    | La selva de los famosos    | Antena 3                | 24 días                 | 11.ª expulsada          |
| 2006                    | Esta cocina es un infierno | Telecinco               | 7 días                  | 1.ª expulsada           |
| 2011                    | Acorralados                | Telecinco               | 42 días                 | 5.ª expulsada           |
| 2013                    | Expedición imposible       | Cuatro                  | 2 emisiones*            | 2.ª expulsada           |
| 2017                    | Supervivientes             | Telecinco               | 42 días                 | 4.ª expulsada           |
| 2020                    | La casa fuerte             | Telecinco               | 38 días                 | Ganadora                |

(*) No es en directo, sino grabado en Marrakech. Cada semana se emite un programa y Leticia se mantuvo en competición hasta el segundo programa.

### Programas de TV
| Colaboradora de Programas | Colaboradora de Programas          | Colaboradora de Programas | Colaboradora de Programas                    |
| Año                       | Título                             | Cadena                    | Notas                                        |
| ------------------------- | ---------------------------------- | ------------------------- | -------------------------------------------- |
| 1986-1987                 | Un, dos, tres... responda otra vez | TVE                       | Figurante                                    |
| 1987-1989                 | Por la mañana                      | TVE                       | Colaboradora                                 |
| 2005-2007                 | TNT                                | Telecinco                 | Colaboradora                                 |
| 2010-2023                 | Sálvame Deluxe                     | Telecinco                 | Invitada                                     |
| 2013                      | Sálvame                            | Telecinco                 | Colaboradora                                 |
| 2017                      | Sábado Deluxe                      | Telecinco                 | Colaboradora en la sección de Supervivientes |
| 2017                      | Socialité                          | Telecinco                 | Colaboradora en un programa                  |
| 2022                      | HablaConCarlos                     | Twitch                    | Colaboradora                                 |
| 2024                      | Tu cara me suena                   | Antena 3                  | Invitada                                     |
| 2024                      | Y ahora Sonsoles                   | Antena 3                  | Invitada                                     |
| 2024                      | El hormiguero                      | Antena 3                  | Invitada                                     |
| 2024                      | Late xou                           | TVE                       | Invitada                                     |

### Presentadora de televisión
| Presentadora de televisión | Presentadora de televisión | Presentadora de televisión | Presentadora de televisión |
| Año                        | Título                     | Cadena                     | Notas                      |
| -------------------------- | -------------------------- | -------------------------- | -------------------------- |
| 1990-1991                  | No te lo pierdas           | TVE                        | Presentadora               |
| 1991-1993                  | Desayuna con alegría       | Telecinco                  | Presentadora               |
| 1991                       | Circo, humor y fantasía    | Telecinco                  | Presentadora               |
| 1992                       | Vivan los compis           | Telecinco                  | Presentadora               |
| 1992 - 1993                | A mediodía, alegría        | Telecinco                  | Presentadora               |
| 1993                       | Mañana serán estrellas     | Telecinco                  | Presentadora               |
| 1994                       | Campeones de la playa      | Telecinco                  | Presentadora               |
| 1995-1996                  | Lo que hay que tener       | TVE                        | Presentadora               |
| 1995-1999                  | Mucha marcha               | La 2                       | Presentadora               |
| 2002-2003                  | Mentiras peligrosas        | Canal 7                    | Presentadora               |
| 2003                       | Danubio azul               | Canal 7                    | Presentadora               |
| 2004                       | Tu segunda luna de miel    | Canal 7                    | Presentadora               |
| 2004                       | Merienda con Leticia       | Canal 7                    | Presentadora               |
| 2021-2022                  | Campanadas de fin de año   | 8tv                        | Presentadora               |

### Teatro
| Obras de teatro | Obras de teatro                      | Obras de teatro | Obras de teatro |
| Año             | Título                               | Personaje       | Notas           |
| --------------- | ------------------------------------ | --------------- | --------------- |
| 1994-1995       | Mejor en octubre                     | Ana             | Romance         |
| 2001-2002       | El Mago de Oz                        | Dorita          | Musical         |
| 2005-2006       | 5lesbianas.com                       | Leticia         | Comedia         |
| 2007-2008       | Sexo en Nueva York                   | Samantha Jones  | Drama           |
| 2012-2014       | Había una vez un circo               | Leticia         | Comedia         |
| 2015-2016       | Fronze (musical imitación de Frozen) | Elsa            | Musical         |

## Discografía

### Álbumes
- Nosotros somos el mundo (1991).
- Leticia (1993).
- Leti Funk (1994).
- Con mucha marcha (1997).
- Canciones de Guardería (2010).

### Sencillos
- "Tu vecina favorita" (1990).
- "En tu casa o en la mía" (1990).
- "Leti Rap" (1991).
- "Se fue" (2011) (Versión del tema de Laura Pausini).
- "Mr. Policeman" (2012).
- "Yo quiero fiesta" (2013).
- "Universo Gay" (2014).
- "YMCA" (2015).
- "La salchipapa" (2016).
- "Toma Pepinazo" (2017).
- "Tukutú" (2018).
- "El polvorrón" (2018).
- "18 centímetros papi" (2019).
- "Trínchame el pavo" (2019).
- "Vete pal carajo, tra-tra" (2020).
- "Papa Noel, You're The Only One" (2020).
- "Bananakiki" (2021).
- "¡Mi vida es mía! (La Mari)" (2021).
- "Arepita" (Remix) (2022).
- "Papa Nöel, lléname el tanke" (2022).
- "Barbacoa al punto G" (2023).
- "Esta Navidad me comeré un pibón" (2023).
- "Titi, cómeme el toto" (2024).
- "El langostino Rufino" (2024).